# Colombophiloscia alticola
Colombophiloscia alticola är en kräftdjursart som beskrevs av Albert Vandel 1968. Colombophiloscia alticola ingår i släktet Colombophiloscia och familjen Philosciidae. Inga underarter finns listade i Catalogue of Life.